# Kortvingar
Kortvingar (Staphylinidae) är en familj i ordningen skalbaggar med omkring 47 000 beskrivna arter fördelade på runt 3200 släkten. Med stor sannolikhet finns det ett stort antal ännu ej beskrivna arter. De kännetecknas av korta täckvingar som lämnar mer än hälften av bakkroppen bar och ser ut som tvestjärtar som förlorat sina tänger. De är vanligen 2–8 millimeter långa, men det finns arter som är så stora som 35 millimeter.